# HD209755
HD209755 — хімічно пекулярна зоря спектрального класу
A3 й має видиму зоряну величину в смузі V приблизно 10,6.